# Puchar Armenii w piłce siatkowej mężczyzn (2017)
Puchar Armenii w piłce siatkowej mężczyzn 2017 – rozgrywki o siatkarski Puchar Armenii rozegrane w dniach 15-17 grudnia 2017 roku w hali sportowej Armeńskiego Państwowego Uniwersytetu Ekonomicznego w Erywaniu.
Do rozgrywek o Puchar Armenii zgłosiły się cztery zespoły. Rozegrały one między sobą po jednym spotkaniu.
Puchar Armenii zdobył zespół NUACA. MVP turnieju wybrany został zawodnik NUACA - Andre Simonin.

## Drużyny uczestniczące
| Drużyna                                                         | Miasto   |
| --------------------------------------------------------------- | -------- |
| Giumri                                                          | Giumri   |
| HAPH (Narodowa Politechnika Armenii)                            | Erywań   |
| NUACA (Narodowy Uniwersytet Architektury i Budownictwa Armenii) | Erywań   |
| Wanadzor                                                        | Wanadzor |

## Wyniki spotkań
| Data       | Drużyna 1 | Wynik | Drużyna 2 |
| ---------- | --------- | ----- | --------- |
| 15.12.2017 | Giumri    | 0:3   | NUACA     |
| 15.12.2017 | Wanadzor  | 3:1   | HAPH      |
| 16.12.2017 | Wanadzor  | 0:3   | NUACA     |
| 16.12.2017 | HAPH      | 3:2   | Giumri    |
| 17.12.2017 | Wanadzor  | 3:2   | Giumri    |
| 17.12.2017 | NUACA     | 3:0   | HAPH      |

### Tabela
| Poz. | Drużyna  | Mecze | Mecze | Mecze | Sety | Sety |
| Poz. | Drużyna  | M     | W     | P     | wyg. | prz. |
| ---- | -------- | ----- | ----- | ----- | ---- | ---- |
| 1    | NUACA    | 3     | 3     | 0     | 9    | 0    |
| 2    | Wanadzor | 3     | 2     | 1     | 6    | 6    |
| 3    | HAPH     | 3     | 1     | 2     | 4    | 8    |
| 4    | Giumri   | 3     | 0     | 3     | 4    | 9    |

## Klasyfikacja końcowa
| Miejsce | Drużyna  |
| ------- | -------- |
| 1       | NUACA    |
| 2       | Wanadzor |
| 3       | HAPH     |
| 4       | Giumri   |